# Wolfgang Martin Schede
Wolfgang Martin Schede (* 11. Mai 1898 in Stuttgart; † 4. Januar 1975 in Ludwigshafen am Bodensee) war ein deutscher Schriftsteller, Tänzer, Choreograf, Zeichner und Fotograf. Er ist ein Nachfahre von Paulus Melissius.
Schede schrieb Gedichte, Romane, Theater- und Ballettstücke. Auch eine Biografie des Choreografen Max Terpis verfasste er. Vor allem aber verfasste er Werke für den Schulfunk in der Schweiz und in Deutschland, zum Beispiel Hörspiele, inszenierte Lesungen und Literaturbearbeitungen.
Auch ein paar Übertragungen wichtiger amerikanischer Romane stammen von ihm.
Schedes Jugendarbeiten erschienen auch auf einer Reihe von Schallplatten.

## Schriften
- Farbenspiel des Lebens. Max Pfister Terpis. Architekt Tänzer Psychologe 1889–1958. Atlantis, Zürich 1960.
- Armer Schwärmer Schlemmer – Experimente sind immer gefährlich. Auszüge aus Schedes unveröffentlichten Memoiren. In: Frank-Manuel Peter: Oskar Schlemmer und der Tanz. Die Tänzernachlässe. Herausgegeben vom Deutschen Tanzarchiv Köln. Wienand, Köln 2023, 372–381. ISBN 978-3-86832-628-4. (reproduziert auch zwei Aquarelle Schedes).